# Diego Orlando Suárez
Diego Suárez, właśc. Diego Orlando Suárez Saucedo (ur. 7 października 1992 w Santa Ana del Yacuma w departamencie Beni) – boliwijski piłkarz, występujący na pozycji pomocnika.

## Kariera piłkarska

### Kariera klubowa
Diego Orlando Suárez urodził się w rodzinie robotniczej. Jego talent piłkarski zauważył ojciec i agenci piłkarscy. W 2006 podpisał 3-letni kontrakt z klubem Club Blooming. W styczniu 2007 jako 14-latek wszedł na zmianę w spotkaniu z Santosem FC w turnieju Copa Libertadores,stając się tym samym najmłodszym piłkarzem w historii południowoamerykańskiego futbolu, który występował w tych rozgrywkach. Młodym talentem zainteresowali się skauci Chelsea F.C. oraz kluby z Zjednoczonych Emiratów Arabskich. Rodzice wybrali jednak ukraiński klub Dynamo Kijów. Suárez zerwał 3-letni kontrakt i od listopada 2007 roku występuje w drugiej drużynie Dynama. W styczniu 2014 na pół roku powrócił do Bloomingu, ale na zasadach wypożyczenia.

### Kariera reprezentacyjna
Jako 14-latek zadebiutował w reprezentacji Boliwii U-17, strzelając 2 gole w meczach z Chile i Brazylią.

### Sukcesy
- najmłodszy uczestnik Copa Libertadores: 14 lat